# Classic Loire Atlantique 2018
La Classic Loire Atlantique 2018, diciannovesima edizione della corsa e valida come evento dell'UCI Europe Tour 2018 categoria 1.1, si svolse il 24 marzo 2018 su un percorso di 182,8 km. Fu vinta dal danese Rasmus Quaade, che giunse al traguardo con il tempo di 4h20'47", alla media di 42,05 km/h, precedendo il norvegese Daniel Hoelgaard e il francese Armindo Fonseca.
I corridori che partirono da La Haie-Fouassière furono 127, mentre coloro che tagliarono il medesimo traguardo furono 91.

## Squadre e corridori partecipanti
| N.    | Cod. | Squadra                       |
| ----- | ---- | ----------------------------- |
| 1-7   | ALM  | AG2R La Mondiale              |
| 11-17 | GFC  | Groupama-FDJ                  |
| 21-27 | COF  | Cofidis, Solutions Crédits    |
| 31-37 | DMP  | Delko Marseille Provence KTM  |
| 41-47 | DEN  | Direct Énergie                |
| 51-57 | FST  | Team Fortuneo-Samsic          |
| 61-67 | VCC  | Vital Concept Cycling Club    |
| 71-77 | EUS  | Euskadi Basque Country-Murias |
| 81-87 | GAZ  | Gazprom-RusVelo               |
| 91-97 | UHC  | UnitedHealthcare              |

| N.      | Cod. | Squadra                     |
| ------- | ---- | --------------------------- |
| 101-107 | RNL  | Roompot-Nederlandse Loterij |
| 111-117 | AUB  | St Michel-Auber 93          |
| 121-127 | RLM  | Roubaix Lille Métropole     |
| 131-137 | VOL  | Team Vorarlberg Santic      |
| 142-147 | CIB  | Cibel-Cebon                 |
| 151-157 | ABB  | BHS-Almeborg Bornholm       |
| 161-167 | AZT  | D'Amico Utensilnord         |
| 171-177 | TIS  | Tarteletto-Isorex           |
| 181-187 | IPC  | Interpro Stradalli          |

## Ordine d'arrivo (Top 10)
| Pos. | Corridore        | Squadra     | Tempo    |
| ---- | ---------------- | ----------- | -------- |
| 1    | Rasmus Quaade    | BHS         | 4h20'47" |
| 2    | Daniel Hoelgaard | Groupama    | a 3"     |
| 3    | Armindo Fonseca  | Fortuneo    | s.t.     |
| 4    | Damien Touzé     | St Michel   | s.t.     |
| 5    | Maxime Daniel    | Fortuneo    | s.t.     |
| 6    | Hugo Hofstetter  | Cofidis     | s.t.     |
| 7    | Roy Jans         | Cibel-Cebon | s.t.     |
| 8    | Tim Ariesen      | Roompot     | s.t.     |
| 9    | Samuel Dumoulin  | AG2R        | s.t.     |
| 10   | Roman Maikin     | Gazprom     | s.t.     |